# Cerradomys marinhus
Cerradomys marinhus is een knaagdier uit het geslacht Cerradomys die voorkomt in de Braziliaanse staat Minas Gerais. De soort is genoemd naar de familie Marinho, de eigenaars van Fazenda Sertão do Formoso. De soort is het nauwst verwant aan Cerradomys maracajuensis.
C. marinhus is een grote Cerradomys-soort met een lange, zachte vacht. Het aantal chromosomen bedraagt 56; het FNa bedraagt 54 (lager dan dat van veel andere soorten). C. marinhus heeft meer en zachtere grijze onderharen op de buik dan andere soorten uit zijn geslacht. Anders dan C. subflavus zelf, maar net als C. maracajuensis heeft hij een tweekleurige staart en geen grijze hoofdvacht.
De soort komt alleen maar in vereda voor, samen met Necromys lasiurus, Oligoryzomys fornesi, een Oxymycterus-soort lijkend op O. delator en Cerradomys scotti. Tijdens de droge tijd waren vier van de acht gevangen vrouwtjes zwanger, tijdens de natte tijd twee van de vijf. Het aantal embryo's varieerde van twee tot vier. De soort is ook gevonden in uilenballen op dezelfde boerderij. Er zijn verschillende parasieten gevonden op exemplaren van C. marinhus: mijten en verwanten (Merostigmata, onder andere familie Ixodidae), vliegen (Polygenis tripus) en tweevleugeligen (Diptera, familie Hippoboscidae).